# Länsväg 813 (Norrbottens län)
De Länsväg 813 is een secundaire länsväg in het beheer van de provincie Norrbottens län. De weg verbindt de Riksväg 97 met de Europese weg 10 tussen Edefors en het meer Yttre Lansjärv. Andere dorpjes en gehuchten die men tegenkomt zijn Lakaträsk, Mårdudden en Flakaberg. De totale route is 88 kilometer lang. De eerste 3,6 kilometer bij Edefors is een verharde 2 strooksweg, de rest is uitgebouwd als grindweg.